# Staronijesteblíevskaia
Staronijesteblíevskaia - Старонижестеблиевская (rus) - és una stanitsa del krai de Krasnodar, a Rússia. Es troba al delta del riu Kuban, a la vora de l'Anguélinski. És a 17 km a l'est de Poltàvskaia i a 58 km al nord-oest de Krasnodar.
Pertanyen a aquesta stanitsa els khútors de Krupskoi, Vostotxni, Otrúbnie i Pervomaiski.